# Grdanovci
Grdanovci (szerbül: Грдановци) szerb falu Bosznia-Hercegovinában, a Bosznia-hercegovinai Föderáció Una-Szanai kantonjában, Sanski Most községben.

## Fekvése
Bosznia-Hercegovina északnyugati részén, Bihácstól légvonalban 52, közúton 70 km-re keletre, Sanski Most központjától légvonalban 11, közúton 17 km-re délnyugatra, a Grmeč-hegység területén, hegyvidéki területen fekszik. 

## Népessége
| Nemzetiségi csoport | Népesség 1991 | Népesség 2013 |
| ------------------- | ------------- | ------------- |
| Szerb               | 266           | 18            |
| Bosnyák             | 0             | 0             |
| Horvát              | 0             | 0             |
| Jugoszláv           | 0             | 0             |
| Egyéb               | 2             | 0             |
| Összesen            | 268           | 18            |

## Története
A település 1878-ig az Oszmán Birodalom része volt. A Bosznia nyugati részéről készített 1783-as térképen „Gerdanovtzi” néven találjuk. Miladinovići nevű településrészétől mintegy 1500 méterre északkeletre, a 625 méter magas Otiš nevű hegy és a falu között a török korban őrtorony állt, mely a község kataszteri térképén is jelölve van. 1878-tól az Osztrák-Magyar Monarchia része lett. Az első osztrák-magyar népszámlálás során, 1879-ben a településen 236 lakost számláltak, akik mind ortodox szerbek voltak. 1910-ben Eminovci község részeként 467 lakost számláltak itt. 1941-ben Grdanovci is azok közé a falvak közé tartozott, ahol csak szerbek éltek. A boszniai háború idején a Sana hadművelet során szerb lakossága a szerb csapatokkal együtt elmenekült a támadó bosnyák csapatok elől és közülük csak kevesen tértek vissza. Grdanovciban ma mindössze tíz házban laknak, többnyire idős emberek.